# 1491
1491 (MCDXCI) je bilo navadno leto, ki se je po julijanskem koledarju začelo na nedeljo.

## Dogodki
- češko-ogrski kralj Ladislav prizna Habsburžanom dedne pravice do Češke in Ogrske.

## Rojstva
- 11. november - Martin Bucer, nemški reformator († 1551)
- 24. december - Ignacio de Loyola, španski duhovnik, ustanovitelj jezuitov († 1556)

## Smrti
Neznan datum
- Murtaza, kan Velike horde (ni znano)